# Kobol
Kobol este numele unei planete din franciza Battlestar Galactica.
În serialul originar cât și în refacerea sa din 2004, Kobol este planeta-mamă pe care a apărut omul. De aici oamenii au plecat să colonizeze Universul, întemeiind cele Douăsprezece Colonii pe alte planete. Potrivit unei legende străvechi de pe Kobol ar fi plecat și un al treisprezecelea trib care ar fi colonizat o planetă mitologică numită Pământ.
Kobol este anagrama stelei sau planetei Kolob din scriptura mormonilor, un corp ceresc care apare în Cartea lui Avraam și care este identificat ca fiind aproape de casa sau punctul de origine al lui Dumnezeu.